# Arlissa
Arlissa (* 21. September 1992 als Arlissa Ruppert in Hanau) ist eine deutschamerikanische Singer-Songwriterin.

## Werdegang
Sie wuchs im Londoner Stadtteil Crystal Palace auf. Gemeinsam mit dem Rapper Nas veröffentlichte sie 2012 ihre Debütsingle Hard to Love Somebody. Im Mai 2013 veröffentlichte sie ihre zweite Single Sticks & Stones.

## Diskografie
Singles
- 2012: Hard to Love Somebody (mit Nas)
- 2013: Sticks & Stones
- 2018: Hearts Ain’t Gonna Lie (mit Jonas Blue, UK: Gold)[2]